# Donauregulierung
Die Regulierung der Donau wurde im 15. Jahrhundert begonnen und ab dem 19. Jahrhundert systematisch durchgeführt. Für die Donauregulierung gelten die allgemeinen Zielsetzungen und Nachteile einer Flussregulierung. Die bedeutsamste Maßnahme in diesem Zusammenhang war die Wiener Donauregulierung.

## Ausgangsbedingungen

### Kontinuierliche Änderung des Flusslaufs
Seit dem Entstehen der Donau nach der Auffaltung der Alpen und Sedimentation der Pannonischen Tiefebene veränderte sich der Lauf der Donau bis ins 19. Jahrhundert immer wieder. Zwischen 1455 und 1870 betrug die Laufverlagerung der Donau in Wien durchschnittlich 20 Meter, wobei sich der Fluss in Zyklen von 100 bis 130 Jahren in Richtung Stadt oder von ihr weg bewegte. Im Machland zeugt der heutige Grenzverlauf zwischen den Bundesländern Oberösterreich und Niederösterreich von der Beweglichkeit der Donau. Da sich der Grenzfluss nach der Grenzziehung an mehreren Stellen bis zu einem 1 km nach Norden bzw. Süden verschob, wechselt die Landesgrenze im Bereich von Wallsee heutzutage mehrmals auf das nördlich bzw. südlich gelegene Landesgebiet. Im Donaudelta schiebt sich die Küstenlinie gegenwärtig bis zu fünf Meter pro Jahr vor. Der Hafen von Chilia Veche am Kilijaarm war im 15. Jahrhundert noch fünf Kilometer vom Meer entfernt, heute sind es etwa 30 Kilometer.

### Motive für die Regulierung
Hauptmotive für die Regulierung waren die Schiffbarkeit zum Transport von Gütern und Truppen, die Landgewinnung und der Schutz vor Hochwässern.

## Geschichte
Die erste bekannte Donauregulierung war keine Reaktion auf Hochwässer. In Straubing verlegte man um 1480 den Lauf der Donau in die etwa 300 Meter lange Sossauer Bschlacht, damit die Schiffe künftig den Weg unmittelbar an der befestigten Stadt entlang nehmen sollten. Das erleichterte die Kontrolle des Schiffsverkehrs und das Einheben der lukrativen Zölle.

### 16. Jahrhundert
Im 16. Jahrhundert wurden erste Deichsysteme in den großen alluvialen Beckenlandschaften des heutigen Ungarns, ebenso in Serbien, Bulgarien und Rumänien errichtet, welche dann im 19. und 20. Jahrhundert ausgebaut wurden.
Mitte des 16. Jahrhunderts gab es in den Auwäldern im Umland von Wien nicht mehr genügend Holz für den Bedarf der wachsenden Stadt. Große, gut gewachsene Baumstämme, die für den Brücken- und Festungsbau verwendet werden konnten, waren Mangelware und mussten aus weit entfernten Gebieten in Ober- und Niederösterreich herangebracht werden. Der Wasserbaumeister Hans von Gasteiger widmete sich, nachdem er 1555 nach Wien berufen wurde, unter anderem der Beseitigung von Schifffahrtshindernissen im Donaustrom zwischen Krems und Wien und der Schiffbarmachung des „Wiener Arms“, der seit 1703 als Donaukanal bezeichnet wird.
Im Jahr 1575 begannen Tiroler Bergknappen im Auftrag des Kaisers mit der Beseitigung von gefährlichen Felsen bei der Insel Wörth im Strudengau. Sie stießen allerdings auf Desinteresse und sogar Widerstand der lokalen Bevölkerung und Herrschaften, die um ihr einträgliches Lotsengeschäft fürchteten.

### 18. Jahrhundert
Der italienische Gelehrte Luigi Ferdinando Marsigli beschrieb 1726 den gesamten Donauverlauf in einem mehrbändigen Werk. Sein Landsmann Johann Jakob Marinoni fertigte zahlreiche Kartenwerke von der österreichischen Donau an.
Im späten 18. Jahrhundert fanden intensive Bestrebungen zur Errichtung von Hochwasserschutzdämmen und Uferschutzmaßnahmen in der Umgebung von Bratislava statt.

### 19. Jahrhundert
In Bayern leitete Carl Friedrich von Wiebeking 1805 bis 1817 als Königlicher Generaldirektor für das Wasser-, Brücken- und Straßenbauwesens die Regulierung der südbayerischen Flüsse als auch der Donau zwischen den benachbarten Orten Lauingen und Dillingen.
Mit dem Bevölkerungswachstum wuchs auch der Ressourcenbedarf der Großstadt Wien. Zur Versorgung mit Holz war bereits 1789 mit dem Bau des Schwarzenbergscher Schwemmkanals begonnen worden. Holz aus dem Böhmerwald, Granit aus den Mühlviertler Granitsteinbrüchen und Salz aus dem Salzkammergut mussten jedoch entlang gefährlicher Abschnitte donauabwärts nach Wien transportiert werden. Nachdem beim Wiener Kongress die Freiheit der Schifffahrt „in Rücksicht auf den Handel“ beschlossen worden war, erfolgten in den Jahren 1816 bis 1819 die bis dahin genauesten Donaukartierungen. Die „Allgemeine Donau-Aufnahme“ erfasste die Flussstrecke in Oberösterreich, die „Lorenzo-Karte“ für den niederösterreichischen Abschnitt wurde nach dem Projektleiter Christophorus de Lorenzo benannt. Der erste Durchstich eines Flussbogens wurde 1818 allerdings nicht an der Donau selbst, sondern an der Mündung der Enns vorgenommen. Zwischen 1823 und 1825 wurde der erste richtige Donaudurchstich mit einer Länge von knapp drei Kilometern im Machland bei Au an der Donau durchgeführt. Weitere Durchstiche folgten 1832 im „Holler“ zwischen Wallsee und Ardagger und 1836/37 bei Fischamend unterhalb von Wien. Damit war die Versorgung Wiens mit Baumaterial für die Wiener Ringstraße und andere Bauvorhaben sichergestellt.
In jenen Jahrzehnten wurden auch die langen Uferstrecken der Donau durch Steinbauten befestigt. Bis 1849 fixierte man in Ober- und Niederösterreich damit 253 km Donauufer. Bezogen auf die Länge des heutigen Donaulaufes waren damit rund 37 % der Ufer befestigt.
In Ungarn leitete István Széchenyi die Arbeiten zur Donau- und Theissregulierung. Letztere wurde 1846 begonnen und von Florian Pasetti beschrieben, der als Mitglied der Wiener „Donauregulierungskommission“ derartige Pläne für Wien allerdings bis zu seiner Pensionierung im Jahr 1868 blockierte. Die erste Wiener Donauregulierung fand dann in den Jahren 1870 bis 1875 statt.
Am Eisernen Tor wurden erst 1890 bis 1896 die ärgsten Hindernisse beseitigt, indem rund 650 000 Kubikmeter Felsmaterial herausgesprengt wurden. Für die Schifffahrt blieb es dennoch der gefährlichste Abschnitt der Mittleren und Unteren Donau bis zur Fertigstellung des Kraftwerks Eisernes Tor 1 im Jahr 1972.

### 20. Jahrhundert
Während des Donauhochwassers 1954 erreichte die Donau in Linz den höchsten je gemessenen Pegelstand von 962 cm. In Folge wurden der Hochwasserdamm, der heute ein großes Freizeitareal begrenzt, und die Schwedensiedlung in Linz errichtet. Bei der zweiten Wiener Donauregulierung zwischen 1972 und 1988 entstand die 21 km lange Donauinsel.
Das zweite Hälfte des 20. Jahrhunderts war durch den Bau von Laufwasserkraftwerken geprägt, welche die Flusslandschaft maßgeblich veränderten. Den Anfang im österreichischen Abschnitt markierten dabei 1956 das Kraftwerk Jochenstein und 1959 das Kraftwerk Ybbs-Persenbeug. Am geplanten Kraftwerksbau in der Hainburger Au unterhalb von Wien entzündeten sich 1984 allerdings die politischen Diskussionen, die schließlich zur Gründung des Nationalparks Donau-Auen, zur Gründung der Grünen und deren Einzug in den Nationalrat im Jahr 1986 führten.

### 21. Jahrhundert
Das Donauhochwasser 2002 führte zur Errichtung des Machland-Dammes, der sich ein Jahr nach seiner Fertigstellung beim Donauhochwasser 2013 als erfolgreiche Maßnahme erwies. An vielen Orten errichtete man flexible Dämme, auf deren Stahlbetonsockel bei Hochwassergefahr relativ schnell Schutzwände aus Metallelementen aufgerichtet werden können.

## Folgen
Zu den wichtigsten ökologischen Problemen im Donausystem zählen heute die Nährstoffeinträge, die Wassergüte, die Unterbrechung des Längskontinuums durch Kraftwerke und großflächige Verluste an intakten Aulandschaften. Letzteres hängt mit der Tatsache zusammen, dass die ursprüngliche Flusslänge der Donau durch die verschiedenen Regulierungsmaßnahmen um rund 15 % reduziert wurde.
Um die Lösung der ökologischen Probleme bemühen sich verschiedene Institutionen und Vereine. Die Internationale Kommission zum Schutz der Donau (IKSID/ICPDR) wurde im Jahr 1998 mit Sitz in Wien gegründet, ihr Ziel ist eine grenzüberschreitende Zusammenarbeit sowohl zum Schutz als auch zur nachhaltigen Nutzung der Gewässer und der dazugehörigen Lebensräume.
Ferner wurden viele Schutzgebiete entlang der Donau eingerichtet.